# لوتس پفاننشتیل
لوتس پفاننشتیل (انگلیسی: Lutz Pfannenstiel؛ زادهٔ ۱۲ مهٔ ۱۹۷۳) یک بازیکن فوتبال اهل آلمان است.